# Louis Bravet
Louis Bravet est un homme politique français né le 9 décembre 1745 à Chapareillan (Isère) et décédé le 24 février 1811 au même lieu.

## Biographie
Notaire, il est député de l'Isère de 1791 à 1792 et siège dans la majorité.